# Љубомир Ивковић Шуца
Љубомир Ивковић Шуца (Дучина, код Сопота, 18. март 1910 — Београд, 21. септембар 1983), учесник Народноослободилачке борбе, друштвено-политички радник Социјалистичке Републике Србије и народни херој Југославије.

## Биографија
Рођен је 18. марта 1910. године у селу Дучини, код Сопота. После завршене основне школе изучио је опанчарски занат. Као млади радник прикључио се синдикатима, а преко њих је дошао у додир и са револуционарним радничким покретом. Године 1939. је постао члан Комунистичке партије Југославије (КПЈ) и још активније се ангажовао на раду синдикалних организација.
После окупације Краљевине Југославије, априла 1941. године одмах се укључио у Народноослободилачки покрет (НОП) и активно је радио на организовању устанка. Учествовао је и у формирању Космајско-посавског партизанског одреда, почетком јула 1941. године. У одреду је најпре био заменик командира чете, а убрзо је као један од бољих бораца добио нову дужност – био је курир Главног штаба НОП одреда Србије. Овај одговоран задатак веома успешно је вршио, обилазећи разне делове Србије и излажући се многим опасностима.
Потом се у октобру вратио у Космајски одред и преузео дужност заменика команданта Одреда. Марта 1942. године је прешао на политички рад у Срески комитет КПЈ за Космај, а убрзо потом је постао и секретар тог комитета. Децембра 1943. године, после повлачења Прве шумадијске бригаде у Санџак, Шуца се вратио у Одред и преузео дужност политичког комесара Одреда. Ово је био веома тежак период за Космајски одред, који је услед јаког дејства непријатељских снага био приморан да се повуче на територију Првог шумадијског одреда. Приликом повлачења са своје територије, Одред је у селу Пркосави, код Лазаревца доживео напад четника, који су искористили маглу и напали космајске партизане. У овој тешкој борби, Одред је претрпео знатне губитке, а Шуца је био рањен.
До краја априла 1944. године Космајски одред је нарастао на око 220 бораца, па је почетком маја из његовог састава издвојено око 120 бораца за формирање Друге шумадијске бригаде. Јуна 1944. године Шуца је постао партијски руководилац Одреда и на тој дужности је остао до краја рата.
Иако је био искусан партијски руководилац и политички комесар, Шуца је учествовао у многим борбама Одреда на Космају и у Шумадији. Посебно се истакао 1941. године у борбама на Слатини и Рогачи, као и приликом пробијања Космајског одреда ка Санџаку, за време Прве непријатељске офанзиве и поновном повратку на Космај.
После ослобођења Југославије, налазио се на разним одговорним друштвено-политичким дужностима. Био је председник Среског комитета КПЈ у Младеновцу, председник Среског и Општинског народног одбора, секретар Среског комитета КПЈ за Београд и члан Контролне комисије Централног комитета КП Србије. За посланика Савезне и Републичке скупштине биран је у више сазива.
Умро је 21. септембра 1983. године у Београду и сахрањен је у Алеји народних хероја на Новом гробљу.
Носилац је Партизанске споменице 1941. и других југословенских одликовања. Орденом народног хероја одликован је 9. октобра 1953. године.